# Weisse József
Weisse József (Plumenau, Morvaország, 1812. november 23. – Vágújhely, 1897. december 3.) Magyarországon is működő zsidó rabbi, Vágújhely (ma: Nové Mesto nad Váhom, Szlovákia) rabbija.

## Élete
Előbb Gayán, majd Kostelitzben, 1855-től kezdve pedig Vágújhelyen volt rabbi. Jelentékeny és elismert hebraista és filológus volt. Számos tanulmánya egybegyűjtve is megjelent Bikuré haittim címen. Ezenkívül írt művei:
- Miktav al Devar Rasi, oder Abhandlung über Raschis Commentar zur Chronik. Über den wahren Verfasser und seine Zeit (Prag 1841); Biographische Einleitung zu Bechináth Olam über Jedaja Penini (Wien, 1847);
- Melochim. Die Bücher der Könige mit deutscher Übersetzung (Prag 1836); Szefer Divré Hajómim, oder die Bücher der Chronik, mit deutscher Übersetzung und hebräischen Commentar (a két utóbbi a Landau-féle prágai bibliakiadásban).

Fia Arnold Weisse író.
Weisse József 49 éven át működött Vágújhelyen. 1897-ben hunyt el 85 éves korában. (A Zsidó lexikon 1904-es adata téves.)

## Egyéb irodalom
- Weisse József In: Egyenlőség, 1897. december 5. (16. évfolyam, 49. szám)
- Weisse József In: Egyenlőség, 1897. december 12. (16. évfolyam, 50. szám)